# Coppa Intercontinentale 1980 (pallacanestro)
La Coppa intercontinentale di pallacanestro del 1980 si è giocata in Jugoslavia, a Sarajevo, ed è stata vinta dal Maccabi Tel Aviv.

## Risultati

### Classifica finale
|    | Squadra          | Gioc. | V | P | PF  | PS  | Punti |
| -- | ---------------- | ----- | - | - | --- | --- | ----- |
| 1. | Maccabi Tel Aviv | 4     | 3 | 1 | 368 | 349 | 7     |
| 2. | Franca           | 4     | 3 | 1 | 357 | 315 | 7     |
| 3. | Bosna            | 4     | 2 | 2 | 368 | 353 | 6     |
| 4. | Real Madrid      | 4     | 2 | 2 | 374 | 399 | 6     |
| 5. | Kansas All-Stars | 4     | 0 | 4 | 344 | 395 | 4     |

| Coppa Intercontinentale 1980 |
| ---------------------------- |
| Maccabi Tel Aviv 1º titolo   |

## Formazione vincitrice
| N° | Naz.                   | Ruolo | Sportivo         |  | Alt. |  |
| -- | ---------------------- | ----- | ---------------- |  | ---- |  |
| 4  | Israele (bandiera)     | C     | Amnon Jarach     |  |      |  |
| 5  | Israele (bandiera)     | A     | Shuki Schwartz   |  |      |  |
| 6  | Israele (bandiera)     | A     | Hanan Dobrish    |  |      |  |
| 7  | Israele (bandiera)     | P     | Motti Aroesti    |  |      |  |
| 8  | Israele (bandiera)     | C     | Aulcie Perry     |  |      |  |
| 9  | Israele (bandiera)     | GA    | Miki Berkovich   |  |      |  |
| 10 | Israele (bandiera)     | G     | Hanan Keren      |  |      |  |
| 11 | Israele (bandiera)     | P     | Shmuel Zisman    |  |      |  |
| 12 | Israele (bandiera)     | AC    | Lou Silver       |  |      |  |
| 13 | Israele (bandiera)     | A     | Moshe Hershowitz |  |      |  |
| 14 | Stati Uniti (bandiera) | AC    | Earl Williams    |  |      |  |
| 15 | Stati Uniti (bandiera) | AG    | Jim Boatwright   |  |      |  |
|    | Stati Uniti (bandiera) | All.  | Rudy D'Amico     |  |      |  |